# Хахалги
Хахалги, Циет-лам (чечен. Хьаьхилгие, ЦӀиет-лам) — горная вершина в Серноводском районе Чеченской Республики. Высота над уровнем моря составляет 3031 метр.

## Название
Второе название горы Циет-лам (чечен. ЦӀиет-лам) — гора на западной стороне аула Хахалги (чечен. Хьаьхильгие). То же, что и гора Хахалги (чечен. Хьаьхилгие). Священная гора. Вероятно, в основу первой части (чечен. цӀиет) легло имя божества Цу (чечен. ЦӀу).

## Герграфия
Вершина находится на юго-востоке Чечни в Серноводском районе. Один склон его находится у самой границы с Ингушетией. Близ горы находятся хребты Веги-Лам, Цори-Лам и Юкерч-Лам.